# Ibrahim Geagea
Ibrahim Geagea (arabisch ابراهيم جعجع; * 25. Mai 1924 in Bischarri; † 30. Juli 1985 in Los Angeles) war ein libanesischer Skirennfahrer.

## Biografie
Geagea nahm an vier Olympischen Spielen für sein Heimatland teil, bei denen er in allen damals ausgetragenen drei Disziplinen startete und stets hintere Plätze belegte; sein bestes Resultat war ein 42. Rang im Abfahrtslauf der Spiele des Jahres 1956. Zudem erreichte er in der nur als Weltmeisterschaft gewerteten Kombination den 24. Rang. Der von Mounir Ita trainierte Athlet war daneben Teilnehmer der Alpinen Ski-Weltmeisterschaften 1954 und feierte Erfolge bei den Skispielen 1955, die in seinem Heimatland mit Nationen wie Griechenland, Zypern und dem Iran ausgetragen wurden.

## Erfolge

### Olympische Winterspiele
- St. Moritz 1948: 66. Slalom, DNF Abfahrt, DNF Kombination
- Oslo 1952: 57. Abfahrt, 82. Riesenslalom, DNF Slalom
- Cortina d’Ampezzo 1956: 42. Abfahrt, 57. Slalom, 71. Riesenslalom
- Squaw Valley 1960: 56. Abfahrt, 57. Riesenslalom

### Weltmeisterschaften
- Cortina d’Ampezzo 1956: 24. Kombination
- Åre 1954: 27. Kombination, 49. Slalom, 51. Riesenslalom, 54. Abfahrt